# فولفغانغ ويلهلم
فولفغانغ ويلهلم (بالألمانية: Wolfgang Wilhelm)‏ هو كاتب سيناريو نمساوي، ولد في 1906 في شتشين في بولندا، وتوفي في 1984 في Folkestone and Hythe District ‏ في المملكة المتحدة.

## وصلات خارجية
- فولفغانغ ويلهلم على موقع IMDb (الإنجليزية)
- فولفغانغ ويلهلم على موقع ألو سيني (الفرنسية)
- فولفغانغ ويلهلم على موقع أول موفي (الإنجليزية)
- فولفغانغ ويلهلم على موقع قاعدة بيانات الأفلام السويدية (السويدية)
- فولفغانغ ويلهلم على موقع قاعدة بيانات الفيلم (الإنجليزية)
- فولفغانغ ويلهلم على موقع كينوبويسك (الروسية)